# Sphaeranthus ramosus
Sphaeranthus ramosus là một loài thực vật có hoa trong họ Cúc. Loài này được (Klatt) Mesfin mô tả khoa học đầu tiên năm 2004.